# 薩爾馬諾沃區

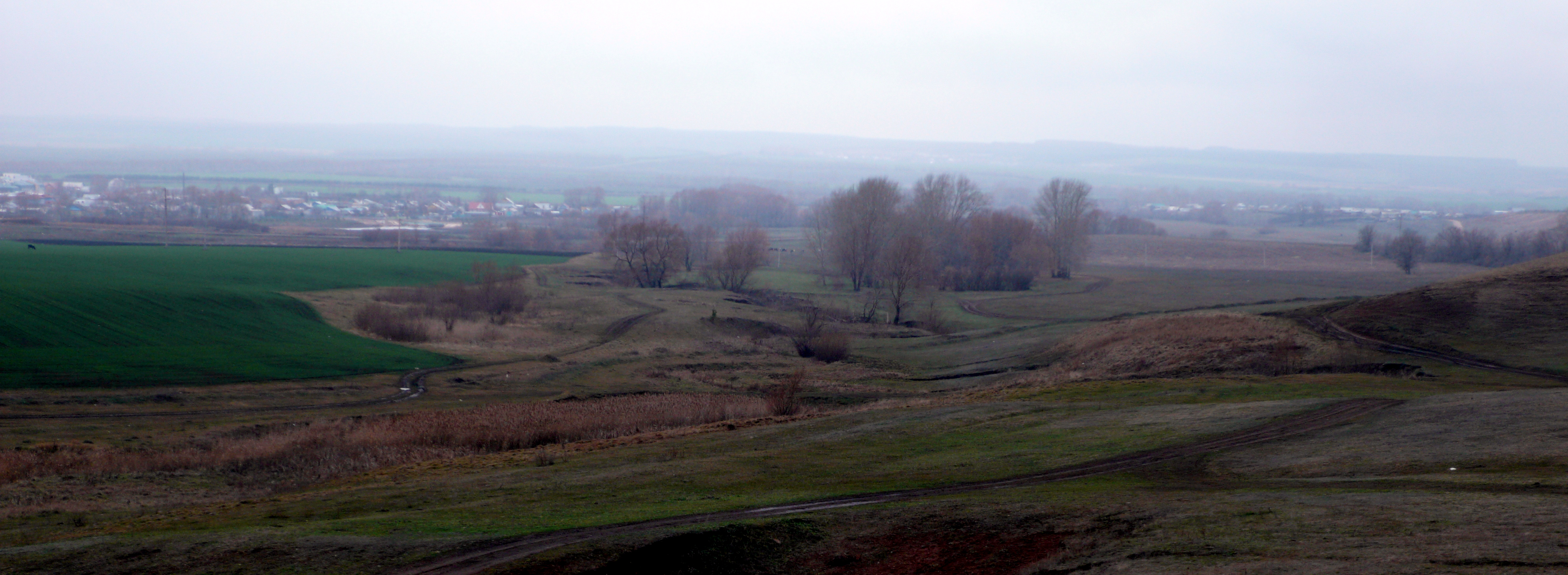

55°16′N 52°40′E / 55.267°N 52.667°E
薩爾馬諾沃區（俄语：Сармановский район），是俄羅斯的一個區，位於該國西部，由韃靼斯坦共和國負責管轄，面積1,385平方公里，2010年人口36,681，人口密度每平方公里26.48人。